# Marmosops impavidus
Marmosops impavidus e вид опосум от семейство Didelphidae.
Това е вид обитаващ тропическите гори на Перу, Боливия Еквадор, Колумбия и Венецуела на надморска височина около 2300 m, но се среща и под 1000 m. Това е малък дървесен вид, активен е през нощта, храни се с плодове и насекоми.